# Hieronim Augustyn Lubomirski
Hieronim Augustyn Lubomirski herbu Drużyna (ur. 20 stycznia 1647, zm. 20 kwietnia 1706) – hetman wielki koronny, hetman polny koronny, kasztelan krakowski od 1702, wcześniej krótko wojewoda krakowski, podskarbi wielki koronny od 1692, marszałek nadworny koronny od 1683, chorąży wielki koronny od 1676, komandor komandorii poznańskiej zakonu maltańskiego w latach 1682–1685, kanonik kapituły katedralnej poznańskiej w latach 1682–1685, administrator olbory olkuskiej w latach 1695–1697, starosta smotrycki w 1699, starosta bohusławski w 1702, starosta kozienicki w 1695.

## Życiorys

### Pochodzenie i młodość
Był synem Jerzego Sebastiana Lubomirskiego i kasztelanki sandomierskiej Konstancji Ligęzianki, bratem Stanisława Herakliusza, właścicielem Rzeszowa, dziedzicem dóbr Wiśnicz i Jarosław.
W 1663 studiował na Uniwersytecie w Padwie, wstąpił do zakonu joannitów.

### Działalność wojskowa i dyplomatyczna
W 1668 brał udział na czele swojego prywatnego wojska w walkach z hetmanem kozackim Piotrem Doroszenką.
Od 1670 służył w wojsku koronnym. Brał udział w kampanii 1671 przeciw Ordzie Krymskiej, podczas której wyróżnił się podczas bitew pod Bracławiem i Kalnikiem, zdobył Winnicę. Brał udział w kampanii chocimskiej i wyprawie Sieniawskiego do Mołdawii 1673/1674. Elektor Jana III Sobieskiego z województwa krakowskiego w 1674, podpisał jego pacta conventa. Odznaczył się w bitwie pod Lwowem 1675 i w kampanii 1676 walcząc pod Wojniłowem i Żórawnem. Podpisał elekcję Jana III Sobieskiego. Przez wiele lat procesował się z Dymitrem Wiśniowieckim o ordynację ostrogską. W 1676 został chorążym wielkim koronnym, w 1677 jego oddziały przeprowadziły bez zgody Rzeczypospolitej dywersję na Węgrzech, popierając powstanie antyaustriackie. W 1679 wyjechał na dwór Ludwika XIV, od którego już wcześniej pobierał pensję 15 000 liwrów rocznie.
Poseł na sejm koronacyjny 1676. Poseł sejmiku proszowickiego województwa krakowskiego na sejm 1677. Poseł sejmiku proszowickiego na sejm 1678/1679 roku, sejm 1683 roku, poseł sejmiku wiszeńskiego na sejm 1681 roku. Był marszałkiem sejmików województwa ruskiego w 1678, 1680.
Wybrany marszałkiem sejmu 1681, jako stronnik francuski uniemożliwił zawiązanie się koalicji antytureckiej. W 1682 przeszedł na stronę Habsburgów. W 1683 został marszałkiem nadwornym koronnym. Utworzył polski korpus posiłkowy na żołdzie cesarza, stając na jego czele w stopniu feldmarszałka-lejtnanta. Jego oddział pośpieszył 28 czerwca 1683 na udaną odsiecz obleganej przez Turków Bratysławie. Przyczynił się znacznie do zwycięstwa w bitwie pod Bisambergiem. Podczas bitwy pod Wiedniem jego korpus walczył w składzie armii austriackiej i jako pierwszy dotarł do murów Wiednia, następnie uczestniczył w bitwie pod Parkanami. Wkrótce jednak porzucił służbę austriacką i uczestniczył w wyprawach mołdawskich Sobieskiego. W 1685 jako członek zakonu potajemnie się ożenił z Konstancją Bokumówną, co wywołało irytację nuncjusza papieskiego. Grożono mu nawet wyklęciem. Aprobatę papiestwa uzyskał dopiero w 1690.
Brał udział w kampaniach mołdawskich z lat 1686 i 1691 (Bitwa pod Pererytą). W 1692 został podskarbim wielkim koronnym.

### Udział w wojnach o sukcesję tronu polskiego
Od 1685 stał się jednym z przywódców stronnictwa profrancuskiego w Rzeczypospolitej.
Podczas bezkrólewia 1696 popierał francuską kandydaturę ks. Conti, pozostając w opozycji do kandydatury Sasa. Po zerwanym sejmie konwokacyjnym 1696 roku przystąpił 28 września 1696 roku do konfederacji generalnej. 5 lipca 1697 roku podpisał w Warszawie obwieszczenie do poparcia wolnej elekcji, które zwoływało szlachtę na zjazd w obronie naruszonych praw Rzeczypospolitej. Był uczestnikiem rokoszu łowickiego 1697 roku. W styczniu 1702 roku podpisał akt pacyfikacji Wielkiego Księstwa Litewskiego. W 1702 August II Mocny pragnąc go pozyskać jako stronnika, uczynił go hetmanem polnym koronnym, a niedługo potem hetmanem wielkim koronnym. Mimo to należał do wrogich królowi magnatów, a wobec najazdu Karola XII zajął niejasną postawę. Pod naciskiem opinii publicznej i zwolenników Augusta II połączył wojska koronne z dowodzoną przez króla armią saską. W przegranej przez Augusta II bitwie pod Kliszowem w 1702 dowodził siłami koronnymi. Osobiście prowadził szarżę husarii, która wprawdzie pokonała jazdę szwedzką, lecz wskutek zastosowania przez Szwedów czośników nie była w stanie przełamać szyków piechoty. Po tym niepowodzeniu niespodziewanie wycofał oddziały koronne z pola bitwy, odsłaniając skrzydło Sasów, co stało się główną przyczyną ich klęski.
Był członkiem konfederacji warszawskiej 1704 roku. W 1704 przeszedł na krótko do obozu Leszczyńskiego, uznał bowiem za korzystniejsze, by Rzeczpospolita sprzymierzona z Karolem XII uderzyła na Rosję dla odzyskania ziem utraconych w 1667. Liczył na oddanie mu korony polskiej przez Karola XII. Rozczarowany obiorem Stanisława Leszczyńskiego i wobec tego, iż wojsko koronne pozostało przy Sasie, powrócił na stronę Augusta II przystępując do konfederacji sandomierskiej, utracił jednak popularność wśród szlachty. W 1705 został kawalerem Orderu Orła Białego. Zmarł w 1706 w Rzeszowie, wkrótce po pogodzeniu się z Augustem II.